# مستوطنة روريكوفو

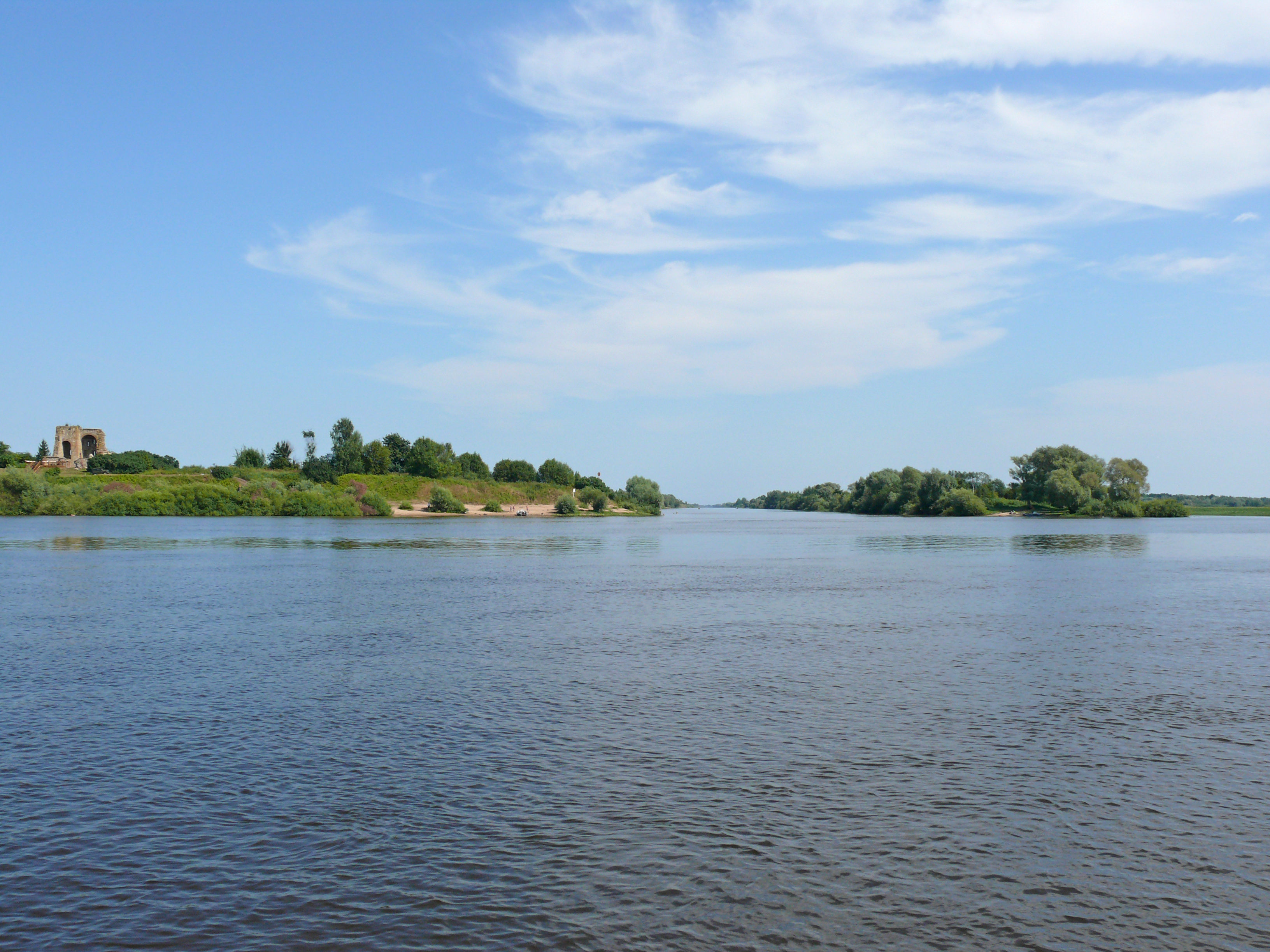
هولمغارد من بحيرة إيلمين

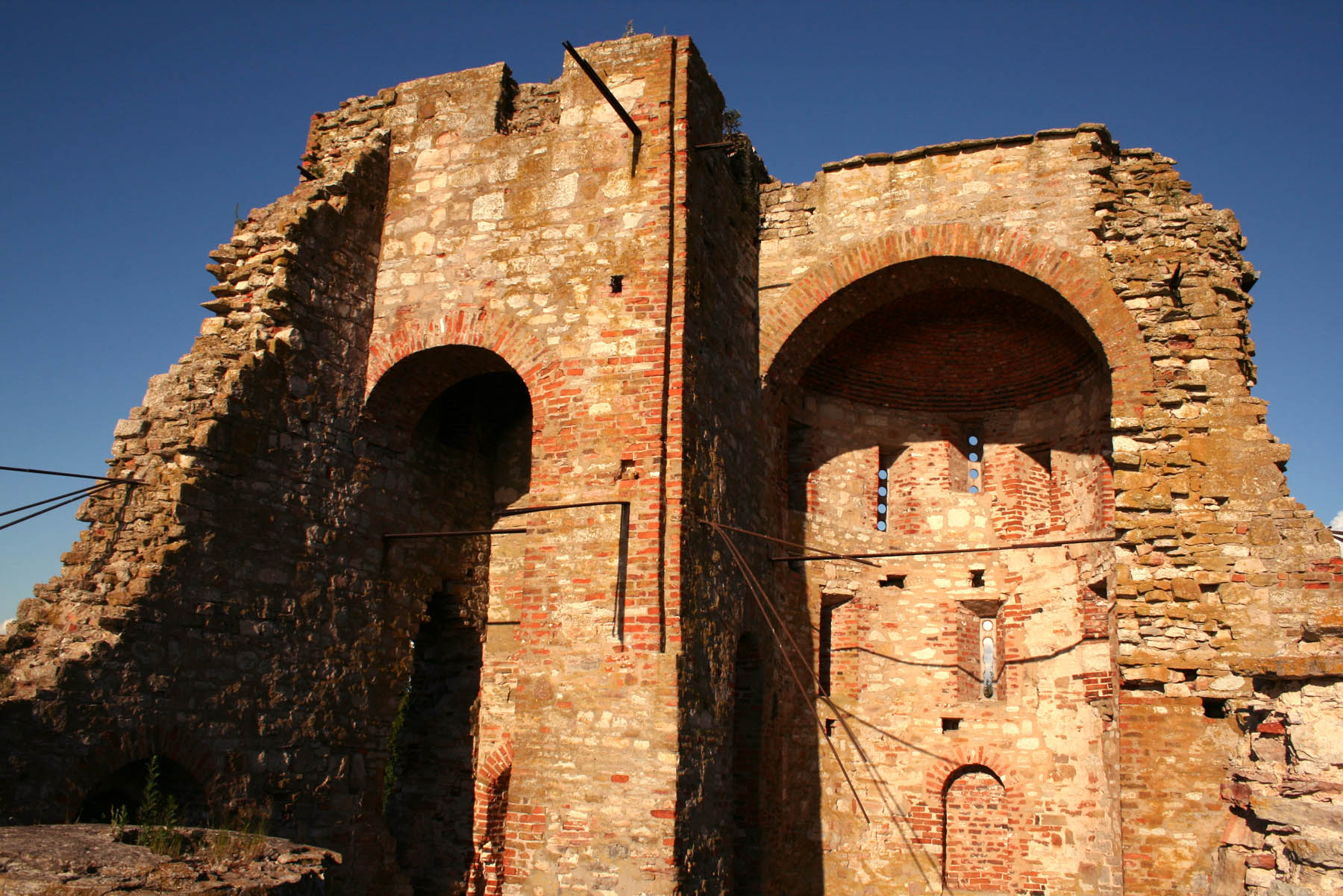
أنقاض الكنيسة في هولمغارد

مستوطنة روريكوفو (بالروسية: Рюриково Городище)‏، المعروفة في المصادر الاسكندنافية باسم «هولمغارد» (Holmgård)، هي مركز تجاري وحرفي وإداري وعسكري من القرن التاسع في روسيا. كانت مستوطنة في فيليكي نوفغورود خلال القرن التاسع. يقع الموقع الأثري على بعد 2 كم جنوب مركز المدينة الحالي، بالقرب من دير يورييف حيث يتدفق نهر فولكوف من بحيرة إيلمين. جزء من موقع نوفغورود للتراث العالمي، وهو يضم المقر الأصلي لأمراء نوفغورود، المرتبط بأسماء العديد من الشخصيات السياسية الشهيرة في روسيا القديمة. أنقاض هذا المركز مدرجة في قائمة اليونسكو للتراث العالمي.

## تاريخ
بدأ الاستيطان بالقلعة التي بناها إلمن سلافس خلال القرن الثامن، والتي كان لها جدار خشبي على العمود. حتى القرن التاسع عشر، كانت تسمى المسالك والقرية المجاورة (Gorodische). تمت إضافة كلمة روريكوفو في بداية القرن التاسع عشر، تأثرا بالأساطير التي تميز هذا المكان.